# Proiectul sovietic de dezvoltare a bombei atomice
Proiectul sovietic de dezvoltare a bombei atomice a fost un proiect clandestin de cercetare și dezvoltare. Programul a început în timpul celui de-al Doilea Război Mondial și în perioada postbelică, după ce Uniunea Sovietică a aflat de proiectul american  Proiectul Manhattan de construire a bombei atomice.
Această cercetare științifică a fost condusă de fizicianul nuclear sovietic Igor Kurceatov, în timp ce eforturile militare de logistică și inteligență au fost realizate și gestionate de către directorul NKVD, Lavrenti Beria. Uniunea Sovietică a beneficiat de un spionaj foarte eficient din partea spionajului militar (GRU).
În timpul mijlocului celui de-al doilea război mondial, programul a fost demarat de către Iosif Stalin, care a primit o scrisoare de la fizicianul G.N. Fliorov îndemnându-l să înceapă cercetarea, Fliorov suspecta de mult timp că Aliații aveau în anul 1939 în secret mare avans în descoperirea fisiunii nucleare. Totuși, din cauza sângerosului război cu Germania pe Frontul de Est, eforturile militare și economice pe scară largă i-au împiedicat pe sovietici să dezvolte bombă atomică, dar au accelerat programul după ce SUA a efectuat bombardamentele atomice de la Hiroshima și Nagasaki, punând astfel capăt războiului cu Japonia. Proiectul atomic sovietic a fost acuzat că a spionat eforturile germane și americane în domeniul energiei nucleare. După raidurile atomice asupra Japoniei și ulterior capitulării japoneze în 1945, Uniunea Sovietică a extins facilitățile sale de cercetare, reactorii militari, și a angajat o serie de oameni de știință, inclusiv spioni în domeniul nuclear, care au penetrat cu succes cercetările americane în domeniul armelor nucleare.
Spionajul sovietic eficient i-a ajutat pe sovietici ca în cele din urmă la 29 august 1949 să detoneze prima lor bombă atomică la Semipalatinsk, RSS Kazahă.